# William Beresford
William Carr Beresford (2 de octubre de 1768 - 8 de enero de 1854) fue un militar y político británico, mariscal en el ejército portugués. Durante tres meses fue gobernador de la efímera colonia británica de Buenos Aires. De 1821 a 1854, fue el último gobernador de Jersey; a partir de su muerte el cargo sería de Lieutenant Governor.

## Carrera militar
Era hijo natural del marqués de Waterford, el más influyente noble de Irlanda. Siendo joven, su padre le consiguió el título de barón de Beresford.
En 1785 estudió en la escuela militar de Estrasburgo; hizo la guerra contra los independentistas norteamericanos en Nueva Escocia, en Canadá, donde quedó tuerto en un accidente. Peleó contra los franceses en Tolón, en Córcega y en Jamaica británica.
Fue destinado a la India, donde conoció al duque de Wellington, quien lo consideró su favorito. Hizo la campaña contra Napoleón Bonaparte en Egipto, con brillantes resultados, junto con los futuros generales David Baird y Samuel Auchmuty.
Era un hombre enorme, de una fuerza descomunal, y un general muy capaz. Fue miembro del Parlamento, en la Cámara de los Lores.
Lideró una de las dos brigadas (compuesta de tres regimientos) que formó parte del ejército con que el general Baird efectuó la Conquista del Cabo de Buena Esperanza en enero de 1806, hasta entonces colonia neerlandesa.

## La invasión a Buenos Aires
Cuando el comodoro Home Riggs Popham le propuso al general David Baird asociarse para la captura del Virreinato del Río de la Plata, Baird rechazó la propuesta; pero cambió de idea cuando se informó de que se trataba de capturar un gran botín de plata acumulado en la ciudad de Buenos Aires. Entonces pactó un reparto del botín y le dio un contingente formado por el Regimiento n.º 71 Highlanders, al mando del teniente coronel Denis Pack y otras tropas, todo bajo el mando del coronel Beresford. Para asegurarse una mayor participación y control sobre la operación, nombró en secreto como general a Beresford, para que fuera superior de Popham.
La expedición desembarcó en Quilmes el 25 de junio de 1806 y tomó desprevenido al virrey Rafael de Sobremonte, que esperaba un ataque sobre Montevideo. Venció la débil resistencia que se le opuso y ocupó Buenos Aires.

## Gobernador de Buenos Aires
Oficialmente se tituló gobernador de Buenos Aires. Publicó un edicto en el que anunciaba que las propiedades serían respetadas, que las autoridades permanecerían en sus cargos, pero que debían jurar al nuevo rey, Jorge III.
Exigió al virrey la entrega de los fondos públicos que habían venido a buscar, y los comerciantes de Buenos Aires apoyaron sus reclamos, a cambio de que devolviera los barcos y lanchas que había tomado. Al no poder llevárselo rápidamente, Sobremonte le entregó al enviado británico lo que le pedía en Luján, poniendo como cándida condición que no podrían salir de Buenos Aires mientras no se estableciera si eran o no un botín de guerra legítimo. Como era de esperarse, Beresford envió los caudales a Londres.
Los británicos no trataron de alcanzar a Sobremonte, porque creyeron que no iba a poder volver a la ciudad, y Beresford confiaba en que entorpecería el accionar de cualquier subordinado decidido. Por otro lado, les hubiera resultado muy difícil perseguirlo.
Hizo lo que pudo para ganarse la confianza de sus gobernados, ya que su fuerza era demasiado pequeña. Pero si los militares prisioneros juraron no tomar más las armas contra los británicos; y si las autoridades —con la excepción de la Audiencia— juraron al rey Jorge, la oposición comenzó a organizarse en torno al exalcalde Martín de Álzaga. Beresford ordenó el secuestro de todas las armas en poder de particulares, pero muchas pudieron ser escondidas.
En secreto, Álzaga organizó un ejército de casi tres mil hombres, a los que envió a adiestrarse en el campamento de Perdriel. Alquiló las casas que daban a la plaza mayor, y desde allí cavó túneles para minar el Fuerte, además de instalar cantones para hacer frente a los invasores. Toda esta organización fue pagada del bolsillo del alcalde.
Beresford montó una red de espionaje, en la cual participaron colaboracionistas criollos, pero el sistema montado por Álzaga solo fue descubierto cuando ya la reconquista era inminente.
Beresford pidió desesperados refuerzos a Londres. Mientras tanto, decidió atacar el campamento enemigo, con una columna al mando de la cual estaba él mismo. En la batalla de Perdriel dispersó a las fuerzas de Juan Martín de Pueyrredón y Cornelio Zelaya, pero el ejército enemigo quedó intacto.

## La Reconquista
El marino Santiago de Liniers había pasado a Montevideo, donde el gobernador Pascual Ruiz Huidobro le entregó un fuerte contingente para intentar la reconquista de la ciudad. Eran las fuerzas que Sobremonte había enviado a fines del año anterior a Montevideo.
Liniers volvió a la costa porteña el 3 de agosto, en medio de un temporal que le permitió pasar sin ser visto entre las fuerzas británicas. Siguió aprovechando la tormenta para acercarse hasta el centro de Buenos Aires, mientras los británicos no podían moverse por los intransitables caminos. Desde Córdoba, avanzaba el virrey Sobremonte, pero no llegaría a tiempo para actuar. Liniers se negó a esperarlo.
Beresford recibió en el Fuerte al capitán Hilarión de la Quintana, que le entregó una intimación para que se rindiera en quince minutos. Le informó que el ejército enemigo estaba en las afueras de la ciudad. El gobernador invasor respondió que resistiría, por lo que Liniers se lanzó de inmediato al ataque, reforzado por los voluntarios de Álzaga.
Las tropas británicas fueron pronto superadas, Beresford ordenó replegarse al Fuerte cuando su ayudante fue muerto a un metro de él. Cuando se vio rodeado, se rindió. Se le permitió abandonar el Fuerte con las banderas desplegadas y rendirse a Liniers en medio de la Plaza Mayor, que desde entonces se llamó Plaza de la Victoria (hoy Plaza de Mayo). Era el 12 de agosto de 1806.

## Prisión y fuga
Beresford fue puesto en prisión. Se había rendido sin condiciones, pero convenció a Liniers de que sería ejecutado por haberse rendido de esa manera. Se lamentó tanto de su suerte, que el caballeresco Liniers se apiadó de él y firmó una capitulación, antedatada, que contenía condiciones ventajosas para él. A cambio, fue obligado a jurar que no tomaría las armas contra los españoles otra vez, cosa que cumplió. El Cabildo protestó, pero Liniers explicó que era sólo una garantía para Beresford.
Pero Beresford empezó a reclamar el cumplimiento de la fingida capitulación, amenazando con represalias de parte del gobierno británico. No fue atendido, y mientras sus hombres eran enviados a las provincias del interior como prisioneros, Beresford y Pack fueron llevados a Luján.
Al llegar la noticia de la captura de Montevideo por la Segunda Invasión inglesa, Sobremonte fue reemplazado por Liniers como virrey; este ordenó trasladar a Beresford y Pack a Catamarca. Pero cuando iban en camino, el oficial que los conducía fue interceptado por Manuel Aniceto Padilla y Saturnino Rodríguez Peña, que lo convencieron de que tenían orden de Liniers de llevarlo a Buenos Aires.
El prisionero fue entregado, pero fue conducido hasta Tigre y embarcado en un bote a vela. Interceptado por un buque británico, fue trasladado a Montevideo.
Allí asesoró al general John Whitelocke para la segunda invasión a Buenos Aires, pero se negó a participar en ella y partió hacia Londres. Whitelocke fracasaría en su invasión.

## La guerra contra Napoleón
Iba camino a Londres cuando fue puesto al mando de las fuerzas de una flota que se cruzó con él, y con la que ocupó las islas portuguesas de Madeira el 24 de diciembre de 1807, con lo que los británicos esperaban evitar que el imperio de Napoleón Bonaparte se extendiera fuera de Europa continental.
Escribió una serie de informes oficiales sobre su actuación en Buenos Aires, y a pesar de que había actuado sin permiso del gobierno, fue premiado por su éxito.
Cuando Gran Bretaña se alió a España contra Napoleón, fue puesto al mando de una división en La Coruña, y en 1809 organizó el ejército portugués. Fue reconocido como mariscal en el ejército portugués, y combatió junto al duque de Wellington.
En 1812, dirigió un ejército angloespañol contra los franceses, y obtuvo la victoria de Albuera, batalla en la que se destacó el entonces teniente coronel José de San Martín, militar argentino considerado el libertador de Argentina, Chile y Perú. Por esta victoria fue nombrado duque de Elvas en España y conde de Troncoso en Portugal. Wellington lo nombró su sucesor en caso de que él muriera.

## Actuaciones posteriores
Después de la derrota de Napoleón, siguió un tiempo al servicio de Portugal. En 1816 pasó a Río de Janeiro, donde residía el rey Juan VI.
Al año organizó un gran ejército portugués, pero se negó a tomar el mando de ese ejército, tal vez por el juramento de 1806. Poco después, este invadió la Banda Oriental y acabó con los ejércitos de José Artigas e incorporó ese territorio a Portugal, que lo hizo I conde de Trancoso el 13 de mayo de 1811 y I marqués de Campo Maior el 17 de diciembre de 1812.
Regresó a Inglaterra en 1821, donde continuó su carrera militar: entre 1828 y 1830, fue Ministro de Ordenanza (es decir, de equipamiento militar) del gabinete Wellington. Ese último año se retiró del ejército y fue nombrado vizconde. Al año siguiente publicó, en conjunto con el coronel Francis P. Napier, Strictures on certain passages of lieut. col. Napier's History of the Peninsular war, which relate to the military  opinions and conduct of Gen. Lord Viscount Beresford.
Falleció en Londres en 1854.